# Siphocampylus patens
Siphocampylus patens är en klockväxtart som beskrevs av August Heinrich Rudolf Grisebach. Siphocampylus patens ingår i släktet Siphocampylus och familjen klockväxter.
Artens utbredningsområde är Kuba. Inga underarter finns listade i Catalogue of Life.